# Dionysios Ladopoulos
Dionysios Ladopoulos (griechisch Μητροπολίτης Νεαπόλεως και Σταυρουπόλεως Διονύσιος Λαδόπουλος, Ιωάννης Λαδόπουλος; * 1929 in Kastelli (Καστέλλι Κρήτης); † 8. August 2008) war ein griechischer Bischof der Kirche von Griechenland. Er kam ursprünglich aus Kleinasien. Von 1974 bis 2004 war er Metropolit von Neapolis und Stavroupolis (Ιερά Μητρόπολις Νεαπόλεως και Σταυρουπόλεως).

## Leben
Bürgerlich hieß er Ioannis Ladopoulos. Er wurde 1929 in Kastelli (Καστέλλι Κρήτης) geboren, während seine Eltern aus Smyrna stammten. 1965 ging er an das Seminar von Chalki (Θεολογική Σχολή της Χάλκης). Bereits 1955 war er zum Diakon geweiht worden und 1960 zum Presbyter.
Am 26. Mai 1974 wurde er zum Metropoliten der neugegründeten Metropolie Neapolis und Stavroupolis ernannt. In seiner Amtszeit wurden 30 Kirchen gebaut oder von Grund auf renoviert. Er sorgte auch für die Fertigstellung vieler bestehender Kirchen und weihte viele neue Priester. Unter seiner Betreuung und Aufsicht wurden die Strukturen der Metropole organisiert, es entstanden Kindergärten, Bibliotheken, Sommerlager, Armenspeisungen, Kirchliche Oberschule und Lyzeum und Schülerinternate. Er etablierte den Heiligen Georg von Neapolis (aus Neapolis in Kleinasien) als Mitpatron von Neapolis und hob andere lokale Heilige wie den heiligen Neomärtyrer Athanasios von Koulakiotis hervor, der in Xirokrini das Martyrium erlitten hatte, und Akakios den Asvestochoritis (Ακάκιος τον Ασβεστοχωρίτη). Am 25. August 2004 trat er aus gesundheitlichen Gründen zurück. Er verstarb am 8. August 2008 und wurde im Vorhof der von ihm selbst eingeweihten Kathedrale Timiou Prodromou Neapoleos (Καθεδρικού Ναού Τιμίου Προδρόμου Νεαπόλεως) von Neapolis beigesetzt.